# Церковь Голгофы
Церковь Голгофы или Церковь Голгофы Михаила (фр. Bete Golgota-Selassié, амх. ቤተ ጎልጎታና ሥላሴ የጸሎት ቤት) — одна из одиннадцати древних монолитных церквей XIII века в городе Лалибэла, Эфиопия. В составе объекта «Скальные церкви в Лалибэле» является частью Всемирного наследия ЮНЕСКО.
Он входит в группу из шести церквей, расположенных в северо-западной части. В церкви покоится прах царя Лалибалы. К церкви Голгофы с востока примыкает часовня Св. Троицы.

## Описание
Здание церкви имеет в плане трапециевидную форму. Содержит, апсиду, центральную колонну и стрельчатое окно, а также три монолитных алтаря, украшенных крестами и имеющих полости для помещения ковчега Завета во время мессы.
Внутри церкви расположено множество барельефов. В арочных нишах южной и северной стен в полный рост изображены семь святых с посохами, увенчанными крестами и свитками. Некоторые скульптуры сильно повреждены. Здесь же сохранились остатки настенных росписей: орнаменты и изображение неизвестной святой. В северо-восточном углу вырезана платформа, у основания которой имеется ниша в полу, считающаяся могилой царя Лалибалы. В нише северной стены на платформе расположен кенотаф с рельефом лежащего Христа, символизирующий Гроб Господень. Рядом на стене высечен рельеф с фигурой ангела. В южной части храма есть небольшая комната, известная как «Темница Иисуса», откуда имеется окно во двор.
Считается, что пыль из гробницы царя Лалибалы священна и имеет целительные свойства. Эфиопские паломники посещают эту церковь в том числе, чтобы получить эту пыль. За выдачу пыли здесь отвечает специальный священник.

## Галерея
|  |  |  |  |  |
|  |  |  |  |  |